# NGC 77
NGC 77 (ook wel PGC 1290, ESO 473-15 of NPM1G -22.0006) is een elliptisch sterrenstelsel in het sterrenbeeld Walvis.
NGC 77 werd in 1886 ontdekt door de Amerikaanse astronoom Frank Muller.